# Ciutat Esportiva Dani Jarque
Le Ciutat Esportiva Dani Jarque est le centre d'entrainement de l'Espanyol de Barcelone. Inauguré en 2001 sous le nom de Ciutat Esportiva, il sera en suite rebaptisé en 2012 au nom Daniel Jarque, footballeur espagnol et capitaine de l'Espanyol de Barcelone qui a passé toute sa carrière au club (2002-2009) avant de mourir d'une insuffisance cardiaque en août 2009. Ce centre d'entrainement contient un terrain de gazon naturel, deux terrains artificiels, sept petits terrains, un terrain pour l'entrainement des gardiens, un gymnase, un restaurent et des bureaux, mais aussi 1 520 places car l'équipe féminine et les équipes réserves évolue sur ce terrain.